# Grisel Herrera
Grisel Herrera Méndez (Esperanza, 5 giugno 1971) è un'ex cestista cubana.

## Carriera
Con Cuba ha disputato tre edizioni dei Giochi olimpici (Barcellona 1992, Atlanta 1996, Sydney 2000), i Campionati mondiali del 1998 e i Campionati americani del 1993.